# Нон Бунжумнонг
Нон Бунжумнонг (тай. นน บุญจำนงค์; 12 червня 1982, Ратбурі, Таїланд) — таїландський боксер, призер чемпіонату світу та Азійських ігор.
Нон — молодший брат Мануса Бунжумнонга, боксера, олімпійського чемпіона.

## Аматорська кар'єра
2002 року Нон Бунжумнонг став чемпіоном Азії в категорії до 67 кг, а на Азійських іграх завоював срібну медаль, поступившись у фіналі Кім Чон Джу (Південна Корея).
На чемпіонаті світу 2003 в категорії до 69 кг здобув дві перемоги, а у чвертьфіналі програв Лоренсо Арагон (Куба).
2005 року Нон Бунжумнонг входив до складу збірної Таїланду на командному Кубку світу і програв обидва поєдинки.
На чемпіонаті світу 2007 переміг п'ятьох суперників, у тому числі у півфіналі Ханаті Силаму (Китай) — 23-20, а у фіналі програв Деметріусу Ендреду (США) — 	RSCI 2.
На Олімпійських іграх 2008 Нон Бунжумнонг програв у першому бою маловідомому єгипетському боксеру Хусейну Бакр Абдін — 10-11.
2010 року Бунжумнонг провів один переможний бій на професійному рингу.